# The Lion King (franchise)
The Lion King is een Amerikaanse franchise dat zich afspeelt rond een fictieve groep dieren die op een deel van de savanne genaamd de Pride Lands leven. Het werd geproduceerd door The Walt Disney Company. De franchise bestaat uit vier langspeelfilms, twee televisieseries, acht korte films, computerspellen en een musical.

## Filmserie

### The Lion King (1994)
The Lion King (Nederlandse titel: De Leeuwenkoning) is een Amerikaanse animatiefilm die verscheen op 24 juni 1994. Het is de 32ste van Disneys animatiefilms. De film werd geregisseerd door Roger Allers en Rob Minkoff. Het werd genomineerd voor 55 prijzen waarvan het er 30 verzilverde. Het won onder meer twee oscars, drie Golden Globes en drie Annie Awards.
Het verhaal speelt zich af op de Afrikaanse savanne. De leeuw Mufasa heerst over dit land. Zijn slechte broer Scar aast op de troon. Hiervoor werkt hij samen met de hyena's. Wanneer Mufasa sterft, vlucht zijn zoontje Simba weg van zijn volk en Scar wordt koning. De leeuwenwelp Simba wordt ondertussen gered door een stokstaartje Timon en een knobbelzwijn Pumbaa.
Het had een budget van $45 miljoen en een opbrengst van $987,5 miljoen. Hiermee is het de succesvolste film van 1994. Het was tot 2002 de succesvolste animatiefilm ooit totdat Finding Nemo dit record verbrak. Het is nog steeds de succesvolste traditionele animatiefilm ooit.

### The Lion King II: Simba's trots (1998)

The Lion King II: Simba's Pride (Nederlandse titel: De Leeuwenkoning II: Simba's trots) is een direct-naar-video animatiefilm die verscheen op 27 oktober 1998. De film werd geregisseerd door Darrell Rooney. Het werd genomineerd voor 6 prijzen en verzilverde er 3. Vier van deze nominaties waren Annie Awards waarvan er slechts 1 won.
Simba en Nala hebben nu een welp genaamd Kiara dat een meisje blijkt te zijn. Ondertussen zijn de aanhangers van Scar onder leiding van de leeuwin Zira verbannen naar The Outlands. De jongste zoon van Zira, Kovu, wordt opgevoed om Simba te doden. Hiervoor moet hij zogezegd bevriend worden met Kiara, de dochter van Simba.

### The Lion King III: Hakuna Matata (2004)

The Lion King III: Hakuna Matata (Originele titel: The Lion King 1½) is een direct-naar-video animatiefilm die verscheen op 10 februari 2004. De film werd geregisseerd door Bradley Raymond. Het werd genomineerd voor 22 prijzen waarvan het er 6 won onder meer een Annie Award.
De film is geen echte derde verhaal in deze franchise. In plaats daarvan is het een hervertelling van de eerste film, maar nu gezien vanuit het perspectief van de 2 personages Timon en Pumbaa.

### The Lion Guard: Return of the Roar (2015)
The Lion Guard: Return of the Roar is een televisiefilm die verscheen op Disney Channel op 22 november 2015. De film dient als een inleiding op de televisieserie The Lion Guard en als een vervolg op de vorige films. Het verhaal speelt zich af tijdens de gebeurtenissen van de tweede film.

### The Lion Guard: The Rise of Scar (2017)
The Lion Guard: The Rise of Scar is een televisiefilm die verscheen op Disney Channel op 28 juli 2017. De film is een vervolg op The Lion Guard: Return of the Roar en speelt zich af rond het tweede seizoen van de televisieserie The Lion Guard.

### The Lion King (2019)
In 2019 verscheen er een eveneens geanimeerde remake van The Lion King, met onder andere Donald Glover, Seth Rogen en Beyoncé Knowles in de hoofdrollen. Regisseur Jon Favreau leidde de productie. The Lion King bracht drie weken na het uitbrengen van de film wereldwijd 1.3 miljard Amerikaanse dollar op, en was daarmee de succesvolste animatiefilm of computeranimatiefilm ooit.

## Televisieseries

### The Lion King's Timon and Pumbaa (1995-1999)
The Lion King's Timon and Pumbaa, of ook wel bekend als Timon & Pumbaa, is een Amerikaanse animatieserie, gebaseerd op de Disneyfilm De Leeuwenkoning. Centraal in de serie staan twee personages uit die bioscoopfilm: de stokstaart Timon en het knobbelzwijn Pumbaa.
De serie liep van 1995 tot 1999 en telt in totaal 86 afleveringen. Hoewel het er een spin-off van is, wordt ze doorgaans niet beschouwd als onderdeel van de chronologie uit de Leeuwenkoning-films, maar als een zelfstandige productie. Van de tekenfilmserie zijn een drietal video's en dvd's verschenen.

### The Lion Guard (2016-heden)
The Lion Guard is een Amerikaanse animatieserie gebaseerd op deze franchise. Deze serie is het vervolg op de televisiefilm The Lion Guard: Return of the Roar die uitkwam op 22 november 2015. Die film is dus de pilot van deze televisieserie. De eerste aflevering van de televisieserie zelf verscheen op 15 januari 2016.
De serie draait rond het leven van de welp Kion, de zoon van Simba en de jongere broer van Kiara, en zijn vrienden Bunga (een honingdas), Fuli (een jachtluipaard), Besthe (een nijlpaard) en Ono (een zilverreiger).

## Korte films: Wild About Safety (2008-2013)
Wild About Safety (of voluit Timon and Pumbaa's Wild About Safety) is een educatieve serie van 8 korte films. De films werden allemaal geproduceerd door Disney Educational Productions. Dit deden ze in een co-productie met Duck Studios en Underwriters Laboratories. De hoofdrollen werden vertolkt door Timon en Pumbaa. De korte films behoren tevens ook tot het educatieve programma Safety Smart van Underwriters Laboratories. In de korte films gedraagt Timon zich onveilig en geeft Pumbaa hem allerlei tips over een bepaald onderwerp.

## Rolverdeling
| Personage                                           | Langspeelfilms                                                                                               | Langspeelfilms                                                                                           | Langspeelfilms                                     | Langspeelfilms                            | Langspeelfilms                                   | Televisieseries                              | Televisieseries       | Korte films                   |
| Personage                                           | The Lion King (1994)                                                                                         | The Lion King II: Simba's trots (1998)                                                                   | The Lion King III (2004)                           | The Lion Guard: Return of the Roar (2015) | The Lion King (2019)                             | The Lion King's Timon & Pumbaa (1995-1999)   | The Lion Guard (2016) | Wild About Safety (2008-2013) |
| --------------------------------------------------- | --- | --- | -------------------------------------------------- | ----------------------------------------- | ------------------------------------------------ | -------------------------------------------- | --------------------- | ----------------------------- |
| Simba                                               | Jonathan Taylor Thomas (jong) Jason Weaver (zang) Matthew Broderick (volwassen) Joseph Williams (soundtrack) | Matthew Broderick (volwassen) Cam Clarke (zang)                                                          | Matt Weinberg (jong) Matthew Broderick (volwassen) | Rob Lowe                                  | JD McCrary (jong) Donald Glover (volwassen)      | Cam Clarke                                   | Rob Lowe              | stille cameo                  |
| Timon                                               | Nathan Lane                                                                                                  | Nathan Lane                                                                                              | Nathan Lane                                        | Kevin Schon                               | Billy Eichner                                    | Nathan Lane Kevin Schon Quinton Flynn        | Kevin Schon           | Bruce Lanoil                  |
| Pumbaa                                              | Ernie Sabella                                                                                                | Ernie Sabella                                                                                            | Ernie Sabella                                      | Ernie Sabella                             | Seth Rogen                                       | Ernie Sabella                                | Ernie Sabella         | Ernie Sabella                 |
| Rafiki (leraar)                                     | Robert Guillaume                                                                                             | Robert Guillaume                                                                                         | Robert Guillaume                                   | Khary Payton                              | John Kani                                        | Robert Guillaume                             | Khary Payton          |                               |
| Zazoe (hofmaarschalk)                               | Rowan Atkinson                                                                                               | Edward Hibbert                                                                                           | Edward Hibbert                                     | Jeff Bennett                              | John Oliver                                      | Michael Gough                                | Jeff Bennett          |                               |
| Nala (vrouw van Simba)                              | Niketa Calame (jong) Moira Kelly (volwassen) Sally Dworsky (zang)                                            | Moira Kelly                                                                                              | Moira Kelly                                        | Gabrielle Union                           | Shahadi Wright Joseph (jong) Beyoncé (volwassen) |                                              | Gabrielle Union       |                               |
| Scar                                                | Jeremy Irons                                                                                                 | Jim Cummings                                                                                             |                                                    | stille cameo                              | Chiwetel Ejiofor                                 | stille cameo                                 |                       |                               |
| Kiara (dochter van Simba)                           | stille cameo                                                                                                 | Michelle Horn (jong) Liz Callaway (jong, zang) Neve Campbell (volwassen) Charity Savoy (volwassen, zang) |                                                    | Eden Riegel                               | stille cameo                                     |                                              | Eden Riegel           |                               |
| Kovu (adoptiezoon van Scar en schoonzoon van Simba) | | Ryan O'Donohue (jong) Jason Marsden (volwassen) Gene Miller (zang)                                       |                                                    |                                           |                                                  |                                              |                       |                               |
| Shenzi                                              | Whoopi Goldberg                                                                                              | | Whoopi Goldberg                                    |                                           | Florence Kasumba                                 | Tress MacNeille                              |                       |                               |
| Banzai                                              | Cheech Marin                                                                                                 | | Cheech Marin                                       |                                           |                                                  | Rob Paulsen                                  |                       |                               |
| Ed                                                  | Jim Cummings                                                                                                 | | Jim Cummings                                       |                                           |                                                  | Jim Cummings                                 |                       |                               |
| Azizi                                               | | |                                                    |                                           | Eric Andre                                       |                                              |                       |                               |
| Kamari                                              | | |                                                    |                                           | Keegan-Michael Key                               |                                              |                       |                               |
| —                                                   | The Lion King                                                                                                | The Lion King II: Simba's trots                                                                          | The Lion King III                                  | The Lion Guard: Return of the Roar        | The Lion King                                    | The Lion King's Timon and Pumbaa             | The Lion Guard        | Wild About Safety             |
| Mufasa (vader van Simba)                            | James Earl Jones                                                                                             | James Earl Jones                                                                                         | stille cameo                                       | James Earl Jones                          | James Earl Jones                                 |                                              | Gary Anthony Williams |                               |
| Sarabi (moeder van Simba)                           | Madge Sinclair                                                                                               | |                                                    |                                           | Alfre Woodard                                    |                                              |                       | stille cameo                  |
| Zira (moeder van Kovu)                              | | Suzanne Pleshette                                                                                        |                                                    |                                           |                                                  |                                              |                       |                               |
| Vitani (zus van Kovu)                               | | Lacey Chabert (jong) Jennifer Lien (volwassen) Crysta Macalush (zang)                                    |                                                    |                                           |                                                  |                                              |                       |                               |
| Nuka (broer van Kovu)                               | | Andy Dick                                                                                                |                                                    |                                           |                                                  |                                              |                       |                               |
| Ma (moeder van Timon)                               | | | Julie Kavner                                       |                                           |                                                  |                                              |                       |                               |
| Oom Max (familie van Timon)                         | | | Jerry Stiller                                      |                                           |                                                  |                                              |                       |                               |
| Kion (zoon van Simba)                               | | |                                                    | Max Charles                               |                                                  |                                              | Max Charles           |                               |
| Bunga (vriend van Kion)                             | | |                                                    | Joshua Rush                               |                                                  |                                              | Joshua Rush           |                               |
| Beshte (vriend van Kion)                            | | |                                                    | Dusan Brown                               |                                                  |                                              | Dusan Brown           |                               |
| Ono (vriend van Kion)                               | | |                                                    | Atticus Shaffer                           |                                                  |                                              | Atticus Shaffer       |                               |
| Fuli (vriendin van Kion)                            | | |                                                    | Diamond White                             |                                                  |                                              | Diamond White         |                               |
| —                                                   | The Lion King (1994)                                                                                         | The Lion King II: Simba's trots (1998)                                                                   | The Lion King III (2004)                           | The Lion Guard: Return of the Roar (2015) | The Lion King (2019)                             | The Lion King's Timon and Pumbaa (1995-1999) | The Lion Guard (2016) | Wild About Safety (2008-2013) |

## Computerspellen

### The Lion King (1994)
The Lion King is een platformspel gebaseerd op de gelijknamige eerste film in deze franchise. Het spel werd uitgebracht door Virgin Interactive in 1994, en werd uitgebracht voor de SNES, NES, Game Boy, PC, Sega Mega Drive/Genesis, Amiga, Sega Master System en Sega Game Gear.

### The Lion King: Adventures at Pride Rock (1995)
The Lion King: Adventures at Pride Rock is een educatief spel uitgebracht door Sega in mei  1995. Het computerspel is beschikbaar voor de Sega Pico.

### Timon & Pumbaa's Jungle Games (1995)
Timon & Pumbaa's Jungle Games is een partyspel uitgebracht door THQ en Disney Interactive op 31 december 1995. Het spel is beschikbaar voor Microsoft Windows(PC) en SNES.

### The Lion King: Simba's Mighty Adventure (2000)
The Lion King: Simba's Mighty Adventure (ook wel Disney's the Lion King: Simba's Mighty Adventure) is een platformspel gebaseerd op de eerste 2 films in deze franchise. Het spel werd ontwikkeld door Activision in 2000, maar uitgebracht door Disney Interactive. Het computerspel is beschikbaar voor de GBC en PS1.

### The Lion King 1½ (2003)
The Lion King 1½ is een actiespel gebaseerd op de gelijknamige derde film in deze franchise. Het werd uitgebracht door Disney Interactive op 30 september 2003. Het computerspel is beschikbaar voor GBA.

## Andere media

### Musical
The Lion King is een musical gebaseerd op deze mediafranchise en werd geregisseerd door Julie Taymor. De musical ging in 1997 op Broadway in première en kwam in 2004 naar Nederland. Op 4 april was de officiële première in het Fortis Circustheater in Scheveningen. Wereldwijd brachten ruim 30 miljoen mensen een bezoek aan de musical, waarvan 1,6 miljoen in Nederland. The Lion King stond in Nederland bijna 2,5 jaar en de show werd ruim 900 keer opgevoerd. The Lion King werd in 2005 door het Nederlandse publiek uitgeroepen tot Musical van het jaar tijdens de John Kraaijkamp Musical Awards. Het jaar daarvoor won de musical al drie andere John Kraaijkamp Musical Awards. Over de gehele wereld is de productie inmiddels bekroond met ruim 30 internationale prijzen, waaronder zes Tony Awards. Het duo Elton John en Tim Rice verzorgde samen met de Zuid-Afrikaanse componist Lebo M de muziek en liedteksten voor The Lion King, waaronder de hits Can You Feel the Love Tonight, Hakuna Matata en Circle of Life. Vertaalster Martine Bijl tekende voor de vertaling van de dialogen en liedteksten. The Lion King is een coproductie van Walt Disney Theatrical Productions en Joop van den Ende Theaterproducties. Voor Disneyland Paris werd er een unieke (korte) musical gecreëerd: Lion King Rhythms of the Pride Lands. 

### Soundtracks
The Lion King: Original Motion Picture Soundtrack is een soundtrack van de film The Lion King uit 1994, gecomponeerd door Hans Zimmer, Elton John en Tim Rice. Het album werd op 31 mei 1994 uitgebracht.
The Lion King: Original Motion Picture Soundtrack is een soundtrack van de film The Lion King uit 2019,  gecomponeerd door Hans Zimmer, Elton John, Tim Rice, Solomon Linda, Beyoncé en Lebo M. Het album werd op 11 juli 2019 uitgebracht.